# Haji Kahy
Haji Kahy (arab. ‏حاجي كاحي‎; ur. 2 kwietnia 1968) – libański judoka. Olimpijczyk z Barcelony 1992, gdzie zajął 22. miejsce w wadze lekkiej.
Uczestnik Pucharu Świata w 1995 roku.

## Letnie Igrzyska Olimpijskie 1992
| Konkurencja | Eliminacje           | Klas. końcowa |
| Konkurencja | Przeciwnik I         | Miejsce       |
| ----------- | -------------------- | ------------- |
| 71 kg       | Billy Cusack (GBR) P | 22.           |